# جوزيف ماكغراث
جوزيف ماكغراث هو سياسي أمريكي، ولد في 20 ديسمبر 1890، وتوفي في 25 أبريل 1943. نشط حزبياً في الحزب الديمقراطي.